# Durrance Inlet
Das Durrance Inlet ist eine vereiste Bucht an der Prinzessin-Martha-Küste des ostantarktischen Königin-Maud-Lands. Sie liegt 16 km nördlich des Gletschers Veststraumen. Die Bucht ist 8 km breit, 19 km lang und öffnet sich zum Riiser-Larsen-Schelfeis.
Luftaufnahmen entstanden bei einem Erkundungsflug der Flugstaffel VXE-6 der United States Navy am 5. November 1967. Das Advisory Committee on Antarctic Names benannte die Bucht 1970 nach Frank McDonald Durrance Jr., dem Piloten dieses Erkundungsfluges.